# Szombathy János
Szombathy János, Szombathi (Rimaszombat, 1749. – Sárospatak, 1823. október 5.) a sárospataki református kollégium tanára.

## Élete
Tanulmányait szülővárosában és Sárospatakon végezte, ahonnét 1774-ben külföldre ment és előbb a zürichi, 1777-től pedig az utrechti egyetem hallgatója volt. Miután több más egyetemet is meglátogatott, 1779-ben visszatért hazájába, ahol három évi nevelősködés után 1782. július 7-én Sárospatakon a történelem tanárává választották. 1783. január 11-én érkezett Sárospatakra és január 14-én iktatták be tanári székébe. 1785. július 10-én a főiskola rektorává választották.
Arcképe olajfestés a sárospataki könyvtárban és erről kőnyomat a Monumenta mellett (?).

## Kisebb dolgozatai
Tudósítás a magyar Bibliáról (a Pethe Ferencz által Utrechtben 1794-ben nyom. Biblia elején); Bibliographische Merkwürdigkeiten (Schedius, Zeitschrift von und für Ungarn. Pesth, 1804. VI. 6.) Levele Kazinczy Régiségeiben mint Toldalék a krakói abc-hez. (Pest, 1808.) Rövid értekezés a magyar szent koronáról. (Tudom. Gyűjtemény 1821. XII.).

## Munkái
- Dissertatio de praescientia futurorum contingentium, cujus, Deo a socianis denegatae exemplo, demonstratur, quam male doctrinae eorundem cum ratione recta conveniat: tum de fundamento praescientiae hujus modeste disquiritur. Trajedti ac Rh., 1778.
- A legfőbb Jórúl való beszélgetés, mellyet Szemerei Szemere László úr meghidegedett tetemei felett mondott, a gál-szétsi gyászos udvarban 1787. Szent Mihály havának 9. napján. Kassa.
- Comenius, Joh. Amos, Orbis pictus, in hungaricum et germanicum translatus et hic ibique emendatus. A világ lefestve. Magyarra fordíttatott és hellyel-hellyel megjobbítatott Sz. J. által. S.-Patak, 1796. (Német és tót czímmel is. Ujabb kiadása Uo. 1806).
- ABC. könyvecske, Pozsony, 1797.
- Catena genealogica stirpis Arpadianae. Sáros-Patakini, 1809.
- A sáros-pataki reform. kollegiumnak rövid históriája, fő-pátronusainak, kúrátorának, professorainak, és a közelébbi időbeli séniorainak lajstromával egygyütt. Uo. 1809. (és másodszor némi toldalékokkal. Uo. 1827. Online)
- Historia regni Hungariae, breviter exposita in usum juventutis scholasticae. Uo. 1819.
- Historia scholae seu collegii ref. Sárospatakiensis. Uo. 1860. (Monumenta Protestantium Hungariae Ecclesiastica. Pars I. Magyar Prot. Egyháztörténelmi emlékek. Kiadta és előszóval ellátta Erdélyi János. Ennek második része, mely a tanárok életrajzát foglalja magában, még mindig kéziratban van. Egy részét magyar fordításban a Sárospataki Füzetek 1864-66., az egészet rövid kivonatban s újabbak pótlásával a Sárospataki Lapokban 1885-86. és 1889-91. László János közölte).

Üdvözlő verset írt Őri Fülöp Gábornak Salzmann után fordított műve elé (Kassa, 1806).

### Kéziratban
A magyarországi reformácziónak és reformált egyházaknak és iskoláknak rövid historiája 1799; Ázsiának, Afrikának és Délindiának geographiája; Diarium több kötetben, egyházi és irodalomtörténetre vonatkozó jegyzetek; Jegyzetek Sáros-Patak napi történeteiből; Halotti beszédek Hunyadi Ferencz, Szilágyi Márton sat. felett.